# Représentations diplomatiques des Samoa

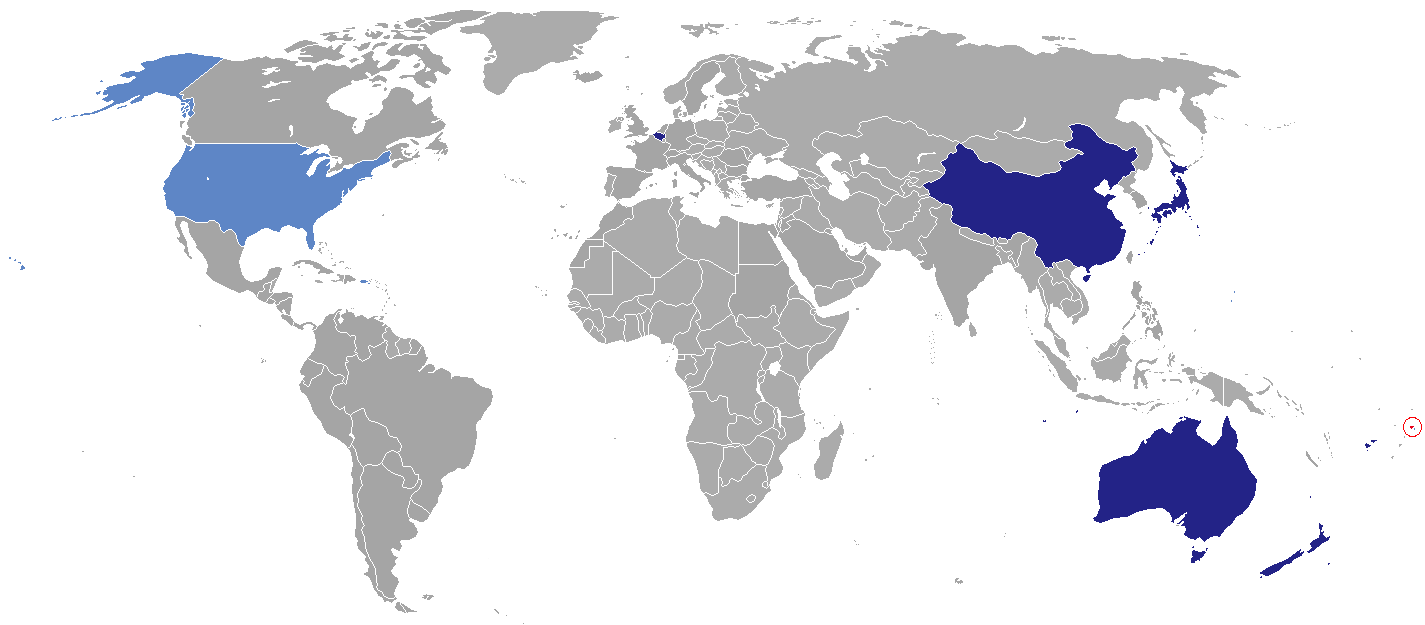
Représentations diplomatiques des Samoa

Voici les représentations diplomatiques des Samoa à l'étranger. Les plus récentes datent de janvier 2009, lorsque les Samoa ouvrirent des ambassades en Chine et au Japon.

## Amérique
- États-Unis
  - Pago Pago, Samoa américaines (consulat général)

## Asie
- Chine
  - Pékin (ambassade)
- Japon
  - Tokyo (ambassade)

## Europe
- Belgique
  - Bruxelles (ambassade)

## Océanie
- Australie
  - Canberra (haute commission)
  - Sydney (consulat général)
- Fidji
  - Suva (haute commission)
- Nouvelle-Zélande
  - Wellington (haute commission)
  - Auckland (consulat général)

## Organisations internationales
- Bruxelles  (Mission permanente auprès de l'Union européenne)
- New York (Mission permanente auprès de l'Organisation des Nations unies)

## Galerie

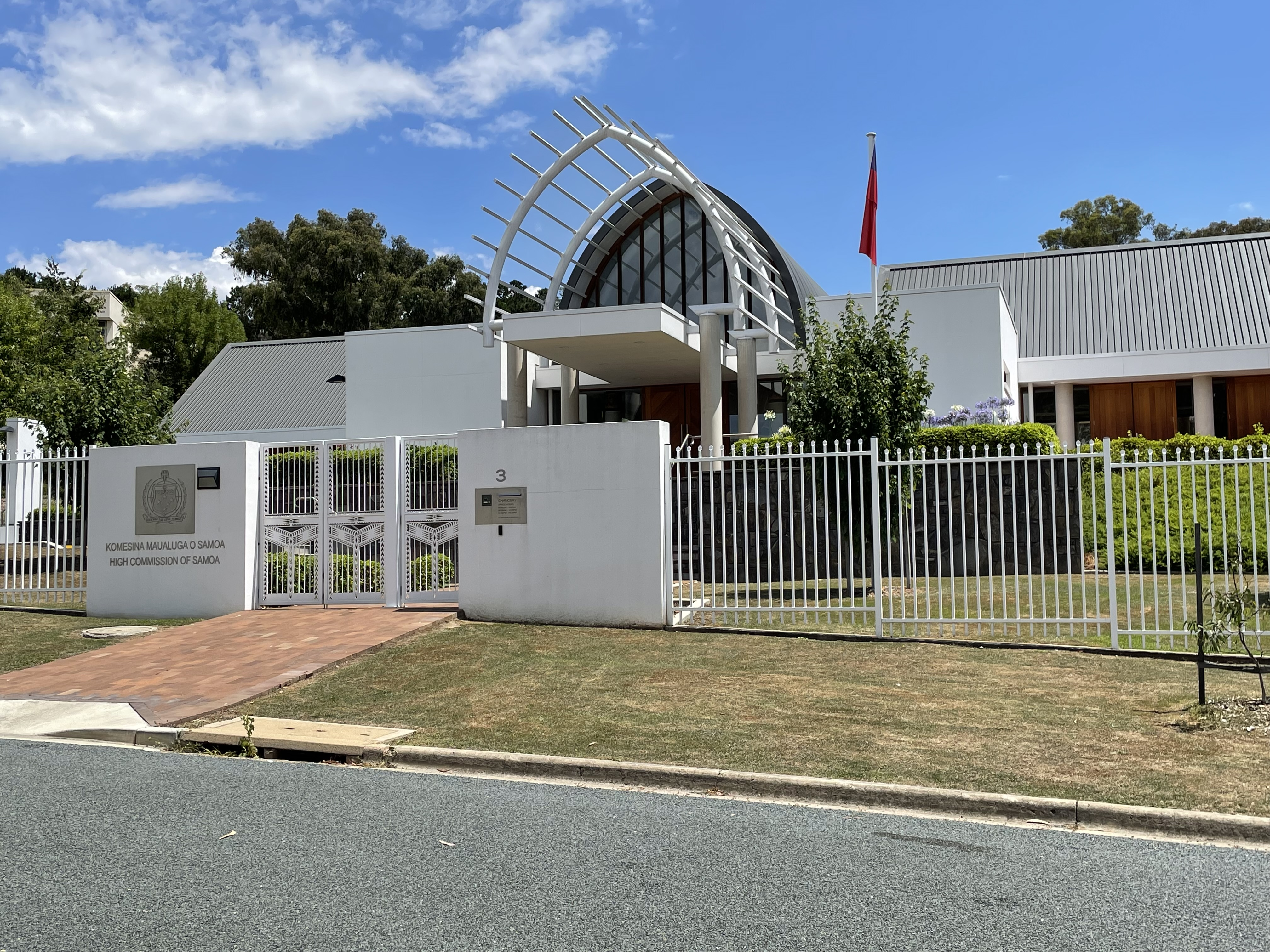
Haute commission à Canberra
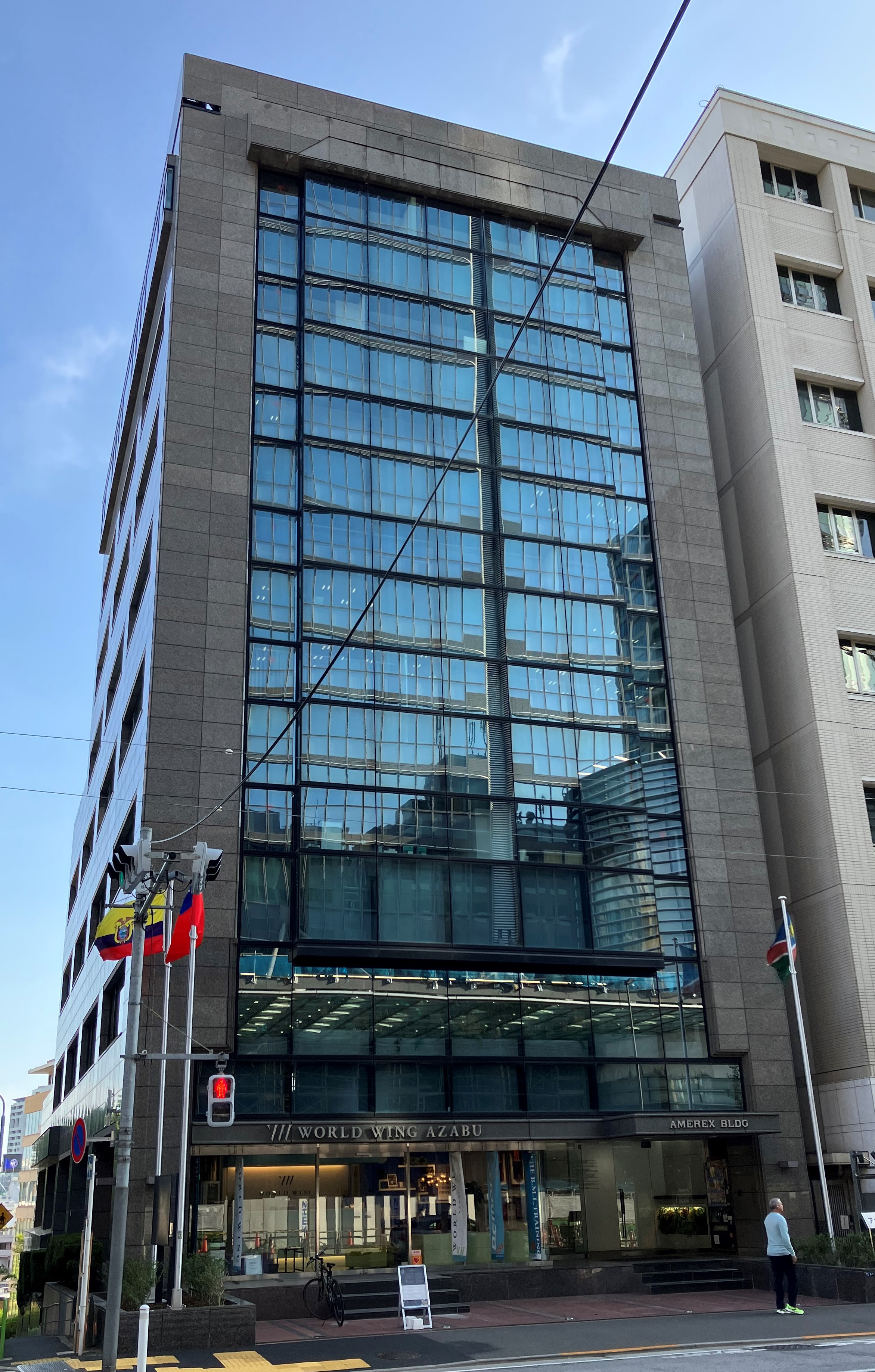
Ambassade à Tokyo
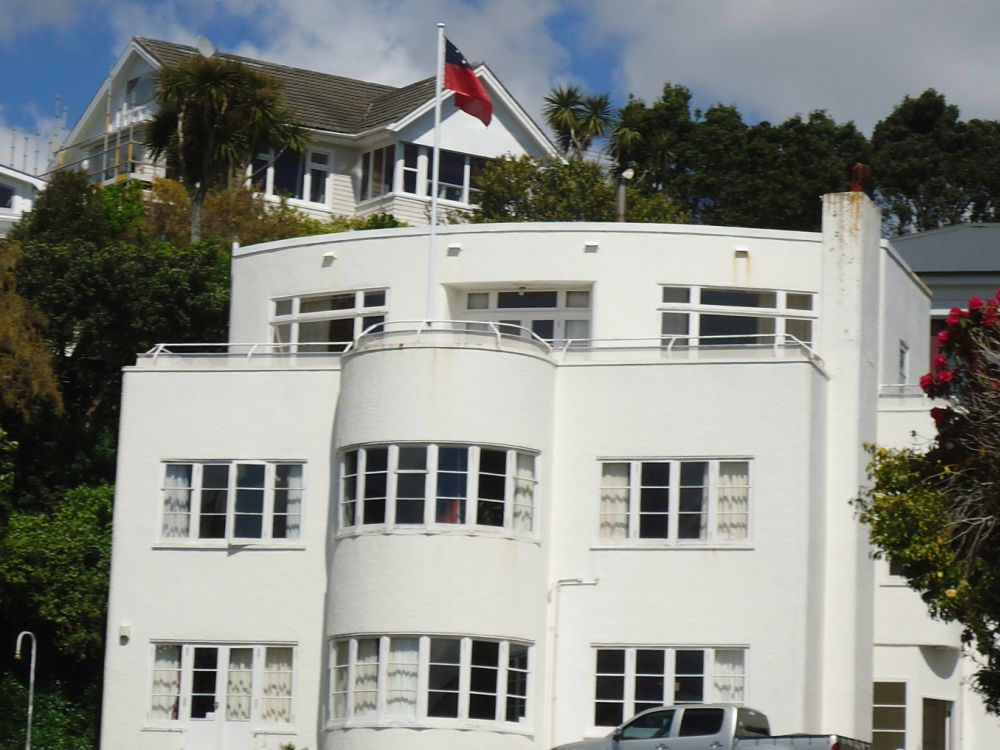
Haute commission à Wellington